# 小行星6400
小行星6400（6400 Georgealexander）是一颗绕太阳运转的小行星，为主小行星带小行星。该小行星于1991年4月10日发现。

## 轨道参数
小行星6400的轨道半长轴为3.0144414 UA，离心率为0.16。